# II. třída okresu Mladá Boleslav 2003/2004
V soubojích fotbalové II. třídy okresu Mladá Boleslav 2003/2004, jedné ze skupin 8. nejvyšší fotbalové soutěže, se utkalo 14 týmů dvoukolovým systémem podzim – jaro. Tento ročník skončil v červnu 2004. Postup do I. B třídy Středočeského kraje 2004/2005 si zajistil vítězný tým SK Bakov nad Jizerou, do III. třídy okresu Mladá Boleslav 2004/2005 sestoupily poslední dva týmy SK Meteor Kostelní Hlavno a Sokol Březno.

## Výsledná tabulka
| Poř. | Tým                        | Z  | V  | R  | P  | VG | OG | B  |
| ---- | -------------------------- | -- | -- | -- | -- | -- | -- | -- |
| 1.   | SK Bakov nad Jizerou       | 26 | 19 | 3  | 4  | 82 | 23 | 60 |
| 2.   | TJ Sokol Nová Ves          | 26 | 16 | 5  | 5  | 47 | 20 | 53 |
| 3.   | SK Jizeran Doubrava        | 26 | 16 | 5  | 5  | 42 | 26 | 53 |
| 4.   | SK Bezno-Sovínky           | 26 | 15 | 5  | 6  | 63 | 37 | 50 |
| 5.   | TJF Čechie Čejetice        | 26 | 12 | 5  | 9  | 68 | 47 | 41 |
| 6.   | SK Akuma Mladá Boleslav    | 26 | 11 | 7  | 8  | 57 | 43 | 40 |
| 7.   | SK Jizera Předměřice       | 26 | 9  | 8  | 9  | 45 | 53 | 35 |
| 8.   | SK Benátky nad Jizerou „B“ | 26 | 10 | 5  | 11 | 47 | 46 | 35 |
| 9.   | Sokol Luštěnice            | 26 | 8  | 11 | 7  | 48 | 54 | 35 |
| 10.  | FK Čistá                   | 26 | 8  | 7  | 11 | 47 | 53 | 31 |
| 11.  | Mnichovohradišťský SK „B“  | 26 | 7  | 9  | 10 | 37 | 48 | 30 |
| 12.  | SK Ledce                   | 26 | 5  | 7  | 14 | 26 | 61 | 22 |
| 13.  | SK Meteor Kostelní Hlavno  | 26 | 3  | 3  | 20 | 21 | 62 | 12 |
| 14.  | Sokol Březno               | 26 | 1  | 4  | 21 | 24 | 81 | 7  |

Poznámky:
- Z = Odehrané zápasy; V = Vítězství; R = Remízy; P = Prohry; VG = Vstřelené góly; OG = Obdržené góly; B = Body; (S) = Mužstvo sestoupivší z vyšší soutěže; (N) = Mužstvo postoupivší z nižší soutěže (nováček)

|  | Postup do I. B třídy Středočeského kraje 2004/2005   |
|  | Sestup do III. třídy okresu Mladá Boleslav 2004/2005 |